# Bohemiae Rosa
Bohemiae Rosa je mapa českých zemí v podobě růže. Autorem mapy je slezský kartograf Kristián Vetter, autorem mědirytu je augšpurský rytec Wolfgang Kilian. Mapa Bohemiae Rosa byla vytvořena pro historické a vlastivědné dílo Epitome historica Rerum Bohemicarum (Výtah z dějin Království českého) Bohuslava Balbína.

## Základní údaje
Mapu Bohemiae Rosa lze zařadit mezi kartografické kuriozity, které v Evropě vznikaly od konce 13. století. (Kartografická kuriozita je skupina děl, která se svým obsahem, účelem nebo formou liší od běžných kartografických děl. Dále se odlišují tím, že jejich umělecká hodnota převyšuje nad geografickou.)
Na rozdíl od Klaudyánovy mapy Čech, byla mapa Bohemiae Rosa vyhotovena v odstínech šedi.
Je ukázkou barokního ryteckého umění. Slunce s královskou korunou ozařuje rozkvetlý květ růže, který představuje rozkvět země. Stonek růže vyrůstá z Vídně, což naznačuje spojení českých a habsburských zemí.
Doba vzniku mapy se datuje do roku 1668, kdy nejspíše vyšlo Balbínovo dílo Epitome historica Rerum Bohemicarum. Tou dobou už byli kartograf Vetter i rytec Kilian po smrti.
Mapa obsahuje již některé prvky typické pro moderní kartografii jako je délkové měřítko či směrovka. Měřítko mapy je cca 1:1 270 000. Rozměry mapy jsou 390 x 260 mm.
V současné době je mapa součástí mapové sbírky Národního technického muzea v Praze.

## Obsah mapy
Mapová kresba má podobu rozkvetlého květu růže. Stonek vyrůstá z hlavního města tehdejší Habsburské monarchie, Vídně (na mapě „Wien“), naznačuje tak vztah/propojení Habsburské monarchie a českých zemí. Květ růže představuje Čechy, její kališní lístky a listy sousední země Čech, např. Moravu a Slezsko. Ve středu květu se nachází hlavní město Čech, Praha (na mapě „Prag“). Na mapě jsou nakreslena města, kostely, pomníky, lesní plochy, pohoří a říční síť. Města jsou znázorněna symbolem tvrze s názvem. Pro zobrazení pohoří a hor byla zvolena kopečková metoda, lesy jsou zobrazeny pomocí stromů, vodní toky liniemi s tloušťkou čáry dle velikosti vodního toku s názvem.
V pravém horním kališním lístku se nalézá Slezsko, v pravém dolním Morava, kde jsou zakreslena moravská města jako „Brin“, „Brumlau“, „M. Trbau“ či „Swita“. Na levé straně jsou zakresleny rakouské země jako Korutany a Štýrsko, pod směrovkou Bavorsko, pod sluncem Míšeňsko.
Na mapě je zobrazena řeka Albis, která protéká městy Mělník či Drážďany, dále řeky „Gizera“, „Czidlina“, „Crudimka“, „Orlitz“, „Sazawa“, „Mulda“, „Moravie“, „Switawa“ a další. Tečkovaně jsou v mapě vyznačeny správní celky. Uvnitř každého správního celku je číslo od 1 do 18, k němuž je pod mapou přiřazen název.V horní části mapy se nachází slunce, přes které je zakreslena královská koruna. Kolem slunce se stahují mračna. Nad korunou je zobrazen velký latinský nápis, heslo císaře Svaté říše římské, krále českého a uherského Leopolda I.,: „IVSTITIA ET PIETATE“, který v překladu znamená: „Spravedlností a úctou“. Vlevo nahoře je délkové měřítko v německých mílích a směrovka, vpravo je pak český lev s korunou na hlavě.
V levé i v pravé mapové části jsou vysvětlena čísla 18 českých správních celků. Jedná se o 14 krajů, pražská města, Loketsko, Chebsko a Kladsko. 
1. Pragensis
2. Vultaviensis
3. Podbrdscensis
4. Prachensis
5. Pilsnensis
6. Zatecensis
7. Racovnicens
8. Curimensis
9. Hradecensis
10. Chrudinensis
11. Czaslaviensis
12. Slanensis
13. Litomericens
14. Boleslaviens
15. Loctensis
16. Bechinensis
17. Egrensis
18. Glacensis[2]

Latinský text v levé dolní části v překladu zní: „Vyrostla v hercynském hvozdu tam velespanilá Růže, stojí tu vedle ní blíž ve zbroji na stráži lev. Růže ta, z Martovy krve, ne z krve Venuše vzrostla. Zde Rhod, zde je i skok a hned je stvořena zem. Krásná, neboj se, Růže! V hercynské sady jde Auster. Pod zmlklou Růží ať zbraň utichne strašlivých střel!“
Uprostřed mapy ve spodní části je umístěn královský erb.
Pod správními celky vpravo se nachází text: „Bohamiae rosa omnibus saeculis cruenta, in qua plura Guam 80. magna proelia comissa sunt, nunc primum hac forma excusa. Chr. Vetter invent.“. V překladu do češtiny: „Růže Čechie po všechna staletí zkrvavená, v níž více než 80 bitev bylo svedeno. Nyní poprvé v této podobě vyhotovená." Pod tímto textem jsou uvedena jména autora „Chr. Vetter“ i rytce „Wollfg. Kilian“.